# Paul Eberhard
Paul Hans Eberhard (ur. 30 października 1917 w Bülach, zm. 4 września 1983 w Küsnacht) – szwajcarski bobsleista, srebrny medalista zimowych igrzysk olimpijskich w Sankt Moritz w dwójkach (w parze z Fritzem Feierabendem).